# Тополо
42°54′ пн. ш. 17°42′ сх. д. / 42.90° пн. ш. 17.70° сх. д.
Тополо (хорв. Topolo) — населений пункт у Хорватії, в Дубровницько-Неретванській жупанії у складі громади Дубровачко Примор'є.

## Населення
Населення за даними перепису 2011 року становило 154 осіб.
Динаміка чисельності населення поселення: